# Kreis Saatzig
Der Kreis Saatzig, auch Saatziger Kreis, war bis 1945 ein preußischer Landkreis in Pommern. Er war nach der Burg Saatzig benannt. Kreisstadt war die Stadt Stargard, die seit 1901 einen eigenen Stadtkreis bildete. Nach dem Zweiten Weltkrieg wurde das Kreisgebiet  von der sowjetischen Besatzungsmacht im Sommer 1945 gemäß dem Potsdamer Abkommen unter polnische Verwaltung gestellt. Das Kreisgebiet entspricht heute in etwa dem Nordteil des Powiats Stargardzki in der Woiwodschaft Westpommern.

## Geschichte

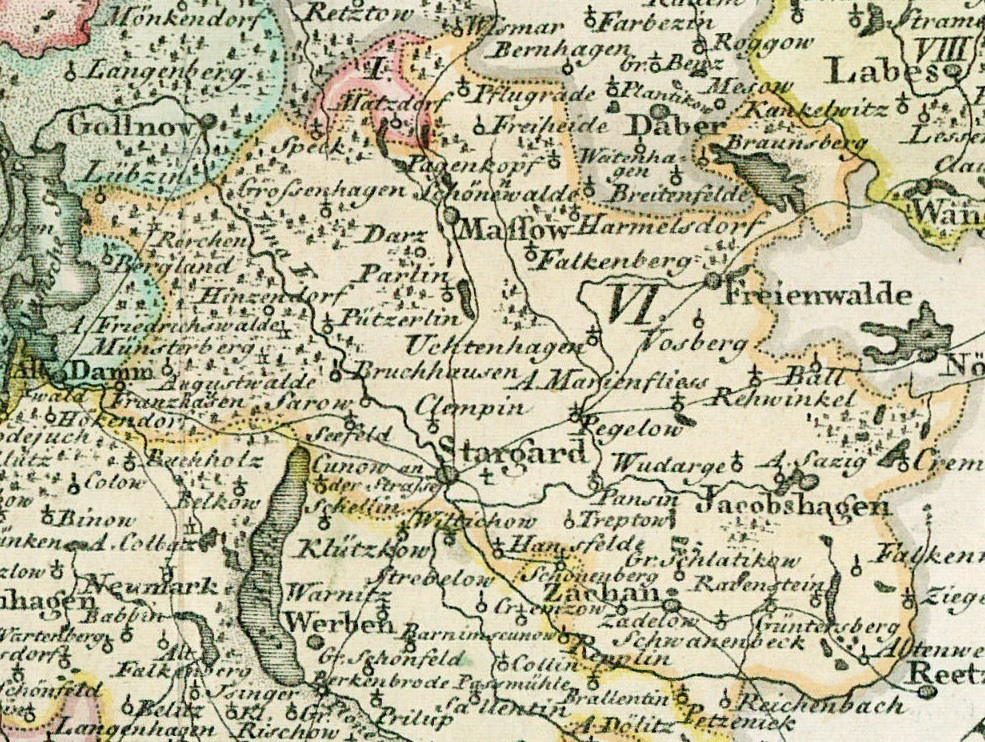
Der Kreis Saatzig im 18. Jahrhundert

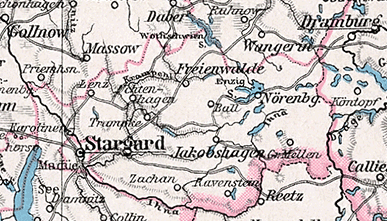
Der Kreis Saatzig 1905

Das Gebiet des späteren Kreises Saatzig gehörte seit dem 12. Jahrhundert zum Herrschaftsbereich der pommerschen Herzöge. Als Grenzgebiet zur Mark Brandenburg waren die südlichen Bereiche lange Zeit zwischen den beiden Herrschaftsgebieten Gegenstand von Grenzkriegen. Nach dem Dreißigjährigen Krieg kam das Gebiet zum preußischen Herzogtum Hinterpommern. In Hinterpommern wurde 1723/24 eine Kreisreform durchgeführt. Die Zahl der Kreise und zugehörigen Landräte wurde fühlbar reduziert, um die starke territoriale Zersplitterung zu verringern, die durch die komplizierten adligen Besitzstände in Hinterpommern entstanden war. Zum Kreis Saatzig kamen unter anderem die Besitzungen derer von Borcke-Pansin und Wedel-Freienwalde. Der Kreis umfasste nunmehr die Städte Freienwalde in Pommern, Jacobshagen, Massow, Stargard und Zachan, die königlichen Ämter Dölitz, Friedrichswalde, Marienfließ, Massow und Saatzig sowie eine größere Anzahl von adligen Dörfern und Gütern.
Durch die Provinzialbehörden-Verordnung vom 30. April 1815 wurde der Kreis Saatzig Teil des Regierungsbezirks Stettin in der Provinz Pommern. Bei der Kreisreform von 1818 im Regierungsbezirk Stettin wurde die Abgrenzung des Kreises Saatzig geändert:
- Die Stadt und das Amt Massow, das Amt Friedrichswalde sowie weitere Dörfer wechselten aus dem Kreis Saatzig in den Kreis Naugard.
- Die Dörfer Bergland, Friedrichsdorf, Oberhof und Wilhelmsfelde wechselten in den neuen Stadtkreis Stettin.
- Die Dörfer Altenfließ, Horst, Kreutz, Mellen, Ruhnow, Schwerin, Silligsdorf und Teschendorf wechselten in den Kreis Regenwalde
- Die Dörfer Dölitz, Linde, Petznick und Reichenbach wechselten in den Kreis Pyritz
- Aus dem Kreis Pyritz wechselten die Dörfer Kunow a./Straße, Schöneberg und Sukow a./Ihna in den Kreis Saatzig.
- Aus dem brandenburgischen Kreis Dramburg wechselten 20 Dörfer in den Kreis Saatzig.
- Aus dem brandenburgischen Kreis Arnswalde wechselten die Stadt Nörenberg und 24 umliegende Dörfer in den Kreis Saatzig.

Der Kreis Saatzig umfasste 1871 die fünf Städte Freienwalde i.Pomm., Jacobshagen, Nörenberg, Stargard und Zachan, 92 Landgemeinden und 77 Gutsbezirke.
Am 1. April 1901 schied die Stadt Stargard aus dem Kreis aus und wurde eine kreisfreie Stadt. Zum 30. September 1928 fand im Kreis wie im übrigen Preußen eine Gebietsreform statt, bei der alle selbstständigen Gutsbezirke aufgelöst und benachbarten Landgemeinden zugeteilt wurden.
Im Frühjahr 1945 wurde das Kreisgebiet durch die Rote Armee besetzt und nach Kriegsende wie ganz Hinterpommern von der sowjetischen Besatzungsmacht gemäß dem Potsdamer Abkommen bis auf Weiteres der Volksrepublik Polen zur Verwaltung unterstellt. In der Folgezeit wurden die allermeisten Bewohner des Kreisgebiets von den örtlichen polnischen Verwaltungsbehörden vertrieben.

## Einwohnerentwicklung
| Jahr | Einwohner | Quelle |
| ---- | --------- | ------ |
| 1797 | 37.190    | [ 8 ]  |
| 1816 | 37.994    | [ 9 ]  |
| 1846 | 54.315    | [ 10 ] |
| 1871 | 63.428    | [ 6 ]  |
| 1890 | 68.835    | [ 11 ] |
| 1900 | 69.762    | [ 11 ] |
| 1910 | 41.482    | [ 11 ] |
| 1925 | 43.692 1  | [ 11 ] |
| 1933 | 44.458    | [ 11 ] |
| 1939 | 43.019    | [ 11 ] |

Die Stadt Stargard schied 1901 aus dem Kreis aus.

## Politik

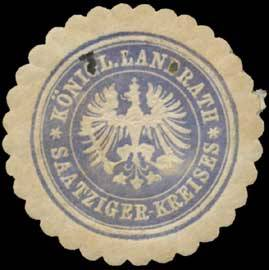
Siegelmarke des Saatziger Landrats

### Landräte
- 0000–17300 Franz von Güntersberg[12] (1673–1730)
- 1738–17550 Albrecht Friedrich von Broecker (?–1755)
- 1755–17810 Caspar Heinrich von Mellenthin (1717–1781)
- 1781–18080 Sebastian George von Wedel (1745–1808)
- 1818–18410 Ludwig von der Marwitz
- 1841–18480 von Waldow (im Mai 1848 auf seinen Antrag verabschiedet[13])
- 1851–18650 Wilhelm Palm (1811–1876)
- 1874–18890 Adolf von Nickisch-Rosenegk (1836–1895)
- 1889–18990 von Glasow
- 1899–19190 Klaus von Loos (1862–1919)
- 1920–19450 Paul Windels (1883–1970)

### Kommunalverfassung
Der Kreis Saatzig gliederte sich in Städte, Landgemeinden und – bis zu deren vollständiger Auflösung im Jahre 1928 – Gutsbezirke. Mit Einführung des preußischen Gemeindeverfassungsgesetzes vom 15. Dezember 1933 gab es ab dem 1. Januar 1934 eine einheitliche Kommunalverfassung für alle preußischen Gemeinden. Mit Einführung der Deutschen Gemeindeordnung vom 30. Januar 1935 trat zum 1. April 1935 im Deutschen Reich eine einheitliche Kommunalverfassung in Kraft, wonach die bisherigen Landgemeinden nun als Gemeinden bezeichnet wurden. Eine neue Kreisverfassung wurde nicht mehr geschaffen; es galt weiterhin die Kreisordnung für die Provinzen Ost- und Westpreußen, Brandenburg, Pommern, Schlesien und Sachsen vom 19. März 1881.

## Amtsbezirke, Städte und Gemeinden

### Amtsbezirke
Die Landgemeinden des Kreises waren in den 1930er Jahren in 26 Amtsbezirke gegliedert. Die Städte des Kreises waren amtsfrei.
| - Amtsbezirk Alt Damerow - Amtsbezirk Alt Storkow - Amtsbezirk Ball - Amtsbezirk Falkenwalde - Amtsbezirk Groß Silber - Amtsbezirk Hansfelde - Amtsbezirk Kannenberg - Amtsbezirk Klein Lienichen - Amtsbezirk Kunow a./Straße - Amtsbezirk Marienfließ - Amtsbezirk Mulkenthin - Amtsbezirk Pansin - Amtsbezirk Pegelow | - Amtsbezirk Pützerlin - Amtsbezirk Rahnwerder - Amtsbezirk Ravenstein - Amtsbezirk Saatzig - Amtsbezirk Schöneberg - Amtsbezirk Steinhöfel - Amtsbezirk Suckow a./Ihna - Amtsbezirk Temnick - Amtsbezirk Uchtenhagen - Amtsbezirk Vehlingsdorf - Amtsbezirk Voßberg - Amtsbezirk Zamzow - Amtsbezirk Zeinicke |

### Städte und Gemeinden 1945
Zum Ende seines Bestehens im Jahr 1945 umfasste der Kreis Saatzig vier Städte und 92 weitere Gemeinden:
| - Albertinenhof - Alt Damerow - Alt Storkow - Altenwedel - Altheide - Ball - Barskewitz-Gollin - Beweringen - Braunsforth - Bruchhausen - Brüsewitz - Büche - Buchholz - Butow - Dahlow - Dingelsberg - Falkenwalde - Freienwalde i. Pomm., Stadt - Friedrichsfelde - Gabbert - Goldbeck - Gräbnitzfelde - Grassee - Groß Mellen | - Groß Schlatikow - Groß Silber - Güntersberg - Hansfelde - Jacobshagen, Stadt - Jakobsdorf - Kannenberg - Karkow - Karlsthal - Kashagen - Kempendorf - Kietzig - Kitzerow - Klein Lienichen - Klein Schlatikow - Klein Spiegel - Klempin - Konstantinopel - Kremmin - Kunow a./Straße - Langenhagen - Lenz - Lübow - Marienfließ | - Marienhagen - Moderow - Müggenhall - Mulkenthin - Neu Damerow - Nörenberg, Stadt - Pansin - Pegelow - Pützerlin - Rahnwerder - Ravenstein - Rehwinkel - Roggow - Rossow - Saarow - Saatzig - Sassenburg - Sassenhagen - Schwanenbeck - Schwendt - Schönebeck - Schöneberg - Seefeld - Silbersdorf-Woltersdorf | - Steinhöfel-Nöblin - Stolzenhagen - Storkow - Suckow a./Ihna - Temnick - Tolz - Tornow - Trampke - Treptow - Uchtenhagen - Vehlingsdorf - Voßberg - Wedellsdorf - Wudarge - Wulkow - Zachan, Stadt - Zadelow - Zamzow - Zanthier-Sadelberg - Zarnikow - Zartzig - Zehrten - Zeinicke - Ziegenhagen |

## Verkehr
Schon 1846 führte die Berlin-Stettiner Eisenbahn-Gesellschaft ihre Strecke von Stettin bis zur Kreisstadt Stargard >111.0<. Im folgenden Jahr schloss sich in Richtung Arnswalde – Kreuz die Stargard-Posener Eisenbahn-Gesellschaft an >116.c<. In Richtung Köslin in Hinterpommern führte 1859 die Strecke der Berlin-Stettiner Eisenbahn-Gesellschaft weiter >111.0<.
Nach einer längeren Pause wuchs das Netz wieder, als im Jahre 1882 die Stargard-Cüstriner Eisenbahn-Gesellschaft ihren Betrieb aufnahm >116.a<.
Weitere Strecken schlossen ab 1895 die Lücken im Eisenbahnnetz des Kreises:
Die Preußische Staatsbahn verband Wulkow mit Kallies >115.a<.
Im selben Jahr durchzog die AG Saatziger Kleinbahnen mit ihrer ersten Meterspurstrecke den Kreis von Stargard über Trampke bis Zamzow, wo es 1897 in östlicher Richtung bis Janikow weiterging >113.j<. Eine zweite Linie zweigte 1895 in Alt Damerow nach Daber ab >113.j²<. Die dritte Linie von Kashagen nach Klein Spiegel Gut kam 1896 hinzu >113.j³<, sodass nun ein Kleinbahnnetz von über 100 km im Kreis vorhanden war.
(Die Zahlen in >< beziehen sich auf das Deutsche Kursbuch 1939).

## Patenschaft
Der Kreis Oldenburg in Holstein übernahm 1959 die Patenschaft über den ehemaligen Kreis Saatzig. Diese Patenschaft wird durch den heutigen Kreis Ostholstein fortgeführt. Im Rahmen der Patenschaft findet alle zwei Jahre das Saatziger Heimat- und Patenschaftstreffen in Ostholstein statt.